# Dworska Góra (Masyw Śnieżnika)
Dworska Góra (598 m n.p.m.) – wzniesienie w południowo-zachodniej Polsce w Sudetach Wschodnich, w Masywie Śnieżnika – Krowiarkach.

## Położenie
Wzniesienie, położone w Sudetach Wschodnich, w północno-wschodniej części Masywu Śnieżnika, w grzbiecie Krowiarek odchodzącym ku północnemu wschodowi od Przełęczy Puchaczówka, około 1 km na północny zachód od centrum miasteczka Stronie Śląskie. Leży w grzbiecie Krowiarek ciągnącym się od Chłopka ku północnemu wschodowi. Dalszy ciąg tego grzbietu nosi nazwę Kuźniczych Gór.

## Budowa geologiczna
Wzniesienie zbudowane ze skał metamorficznych, należących do metamorfiku Lądka i Śnieżnika. Szczyt i północno-wschodnie zbocza tworzą gnejsy, na południowy zachód występują łupki łyszczykowe serii strońskiej.

## Roślinność
Wzniesienie porasta las mieszany regla dolnego z łąkami polami uprawnymi poniżej.